# Pilledrager-slægten
Pilledrager-slægten (Pilularia) er en særpræget slægt af bregner i Pilledrager-familien. Slægten har 6 arter, heraf 1 i Danmark. Forekommer i øvrigt i Nordeuropa (1 art), Middelhavsområdet (1 art), Nord-Amerika (1 art), samt Australien (1 art), New Zealand (1 art) og det vestligste Sydamerika (1 art).
Pilledrager-slægtens arter, er alle vandlevende, og den 1 mm tykke jordstængel har led-knuder hvorfra bladstilkene skyder. Bladene er tynde og trådformede, og vokser lodret op. Ved bladstilkenes fæste dannes små mørkebrune kugler ("piller") hvori sporerne dannes. De findes på lavt vand, dyndede bredder og periodevist oversvømmede vådområder.
Sporehusene har 4 rum, og planten formerer sig ved heterospori, dvs. de har 2 forskellige typer sporer (megasporer og mikrosporer), der udvikler sig til hhv. hun- og han-gametofytter. Gametofytterne er dermed endospore, dvs. de gennemgår hele deres udvikling indenfor sporevæggen.
Pilularia minuta fra det sydvestlige Europa er en af de mindste af alle bregner.
| Arter i Danmark |

- Pilledrager (Pilularia globulifera)

| Portal | Portal:Botanik |

| Botanik | Spire Denne botanikartikel er en spire som bør udbygges. Du er velkommen til at hjælpe Wikipedia ved at udvide den. |